# Aristote contemplant le buste d'Homère
Aristote contemplant le buste d’Homère, ou Aristote avec un buste d'Homère, est une peinture à l'huile sur toile de Rembrandt de 1653 qui représente Aristote portant une chaîne en or et contemplant un buste sculpté d'Homère. Elle a été peinte à la suite d'une commande pour la collection de Don Antonio Ruffo. Elle a été achetée et vendue par plusieurs collectionneurs jusqu'à ce qu'elle soit finalement acquise par le Metropolitan Museum of Art en 1961 pour 2,3 millions de dollars. Le ton mystérieux de la peinture a conduit plusieurs chercheurs à différentes interprétations du thème de Rembrandt. 

## Contexte
Aristote contemplant un buste d'Homère est peint en 1653, sur commande du noble sicilien Don Antonio Ruffo, qui n'avait requis aucun sujet particulier, mais souhaitait un philosophe. Les raisons de la commande précisément à Rembrandt ne sont pas connues. Don Antonio avait un vaste réseau de correspondants dans toute l'Europe et entretenait des relations commerciales avec Amsterdam. Il peut avoir agit de lui-même ou sur les conseils d'un de ses contacts à Amsterdam. 
Antonio Ruffo paie Rembrandt 500 florins ; le tableau, désigné alors comme l'Aristote ou Albertus Magnus, lui est envoyé à Messine en 1654. En 1660, il charge le peintre bolonais Le Guerchin de peindre pour pendant une toile représentant une demi-figure : à cet effet, il lui envoie une esquisse de l'œuvre que Le Guercin interprète comme un physionomiste qui étudie les traits d'une sculpture d'un visage, figure de l'humanité, proposant de peindre en corrélation un cosmographe étudiant un globe, figurant l'étude des cieux. L'année suivante, Ruffo envoie à Mattia Preti des croquis des peintures de Rembrandt et du Guercin, demandant un autre tableau qui leur correspondrait ; Preti peint un Dionigi de Syracuse. Les œuvres de Guercino et Preti ont été perdues. Celle du Guerchin a disparu sans raison apparente. Selon Charles Mee, peut-être que Don Antonio pensait qu'elle n'était pas à la hauteur. 
La peinture est la première d'un triptyque avec Alexandre le Grand et Homère, célébrant les plus grands hommes de la Grèce antique. Aristote tient d'une main droite un portrait sculptural d' Homère, tandis que sa gauche repose sur la chaîne en or à laquelle pend un portrait d' Alexandre le Grand, son élève. Ainsi, les deux œuvres suivantes apparaissent également dans le tableau. Rembrandt peint plus tard Homère instruisant deux disciples et un tableau perdu d'Alexandre le Grand pour Ruffo, dont il choisit lui-même les sujets, et qui arrivent en 1661. Une description de tableaux de la collection Ruffo conservée aux Archives de l'État de Naples permet de savoir qu'Alexandre était représenté en guerrier et non en philosophe. Il apparait de cette description que les trois tableaux avaient le même format. Ils sont décrits comme représentant trois grandes figures à mi corps « al naturale », de six palmes sur huit, avec le même cadre sculpté et doré . 
Les trois tableaux de Rembrandt et Le Cosmographe du Guerchin font partie de la centaine d'œuvres que Don Antonio sélectionne pour être transmises en ligne directe, de génération en génération. Antonio Ruffio précise dans la liste de ces œuvres, que le meilleur de Rembrandt est un Aristote ou un Albertus Magnus, confirmant ainsi, avec d'autres sources, qu'il préférait l'Aristote aux deux autres toiles. 
En 1810, le tableau est rebaptisé Portrait d'un sculpteur avec un buste.

## Description

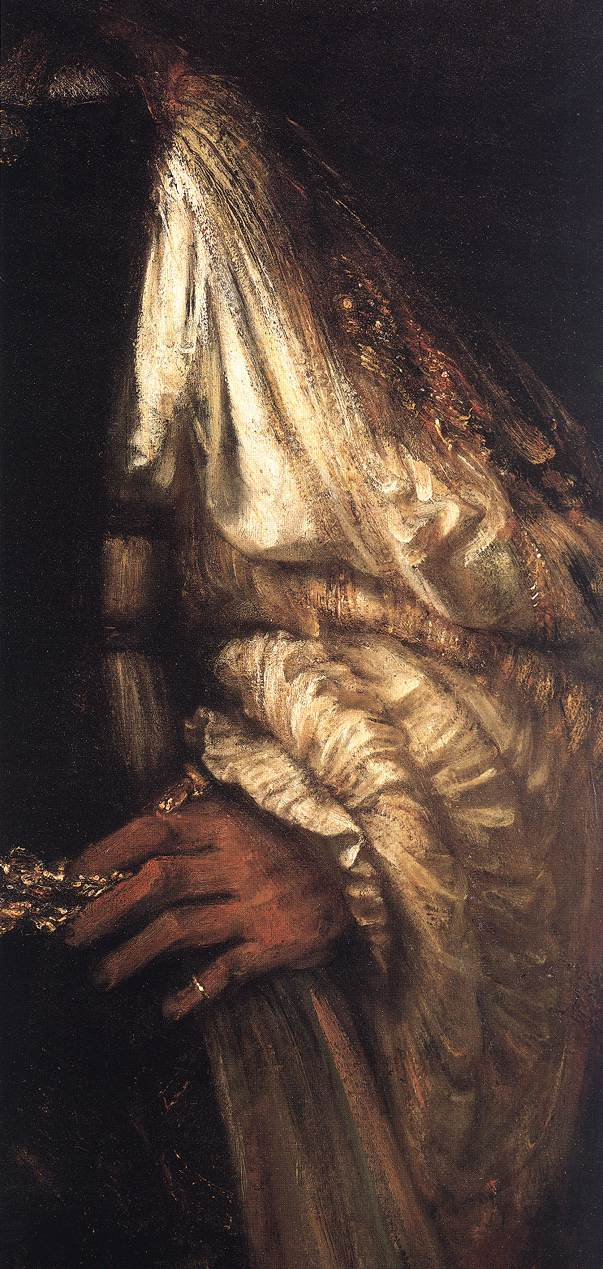
Détail.

Le tableau représente le philosophe grec Aristote, dans un costume anachronique du XVIIe siècle, contemplant un buste du poète Homère, la main posée sur son crâne.
L'œuvre est signée et datée « REMBRANDT F. 1653 ».

## Histoire
La famille Ruffo conserve le tableau jusqu'en 1760. En 1815, il rejoint la collection de Sir Abraham Hume, avec l'Homère rebaptisé Un instituteur avec son élève, qui le prête pour une exposition à la British Institution à Londres. A la mort de Hume, ses descendants le revendent à Rodolphe Kann à Paris qui a une importante collection d'objets de valeur. Après sa mort, la peinture de Rembrandt est rachetée par divers collectionneurs américains. Il passe en 1928 au collectionneur américain Alfred Erickson
Finalement, il est acheté  le 15 novembre 1961 pour 2,3 $ millions par le Metropolitan Museum of Art à New York. À l'époque, il s'agit du montant le plus élevé jamais payé pour un tableau lors d'une vente publique ou privée. Cela inspire l'artiste américain Otis Kaye qui, pour critiquer la vente (et par extension le pouvoir de l'argent dans l'art), crée sa propre peinture Heart of the Matter, conservée à l'Art Institute of Chicago.
Lors de la rénovation de l'aile Rembrandt du Metropolitan Museum, le tableau est rebaptisé en novembre 2013 Aristote avec un buste d'Homère.

## Identité du sujet
L'identité de l'homme figurant dans le tableau a été discutée car Don Antonio Ruffo n'avait pas spécifiquement demandé de sujet lors de sa commande. Plusieurs hypothèses ont été émises dont Albert le Grand, Le Tasse, L'Arioste, Virgile et le poète hollandais du XVIIe siècle Pieter Corneliszoon Hooft. L'identité du sujet a également été contestée par Simon Schama dans son livre Rembrandt's Eyes. Schama présente un argument substantiel selon lequel le peintre de l'antiquité grecque Apelle est représenté dans la peinture de Rembrandt. En 1969, Julius S. Held fait valoir qu'il s'agit d'Aristote en analysant les traits de son visage, ses vêtements et les objets qu'il tient. Selon Held, Aristote est connu pour ses longs cheveux et sa barbe, ses bijoux fantaisie et ses tenues extravagantes, visibles dans d'autres peintures qui le représentent entre les XVIe et XVIIe siècles en Europe. Held relie également Aristote au buste d'Homère et à la chaîne d'Alexandre : Aristote est connu pour être un commentateur d'Homère et d'Alexandre le Grand, ce qui conduit Held à affirmer qu'il devait s'agir d'Aristote dans le tableau.

## Analyses et interprétations

### Théodore Rousseau, 1962
Pour Théodore Rousseau, la façon dont Rembrandt dessine les yeux d'Aristote a un sens. Les ombres qui masquent partiellement ses yeux  montrent qu'il est perdu dans ses pensées. Les yeux font généralement allusion aux pensées intérieures d'une personne, mais l'utilisation d'ombres implique qu'il y a un mystère dans ce qu'Aristote ressent à ce moment-là. Rousseau mentionne également l'utilisation par Rembrandt de divers coups de pinceau et l'utilisation limitée des couleurs. Ces choix artistiques sont censés suggérer les différentes humeurs qu'il a ressenties pendant qu'il peignait ce tableau.

### Julius S. Held, 1969
Aristote, las du monde, regarde le buste d’Homère aveugle et humble, sur lequel il pose une de ses mains. Ceci a été diversement interprété, comme l’homme de science, méthodique et solide, déférent à l’art, ou comme le philosophe riche et célèbre, portant la ceinture bijoutée qui lui a été donnée par Alexandre le Grand, enviant la vie du pauvre barde aveugle. On a également laissé entendre qu’il s’agit du commentaire de Rembrandt sur le pouvoir du portrait. L’interprétation de la science méthodique se reportant à l’art est discutée en détail dans Rembrandt's Aristotle and Other Rembrandt Studies (Aristote de Rembrandt et d’autres études de Rembrandt). L’auteur note que la main droite d’Aristote (traditionnellement la main préférée), qui repose sur le buste d’Homère, est à la fois plus haute et peinte dans des tons plus clairs que la main gauche sur la chaîne d’or que lui a donnée Alexandre. Il précise également que les deux objets représentent ses valeurs contrastées : le buste ses valeurs persistantes, tandis que la chaîne figure ses valeurs en constante évolution.

### Margaret Deutsch Carroll, 1984
Margaret Deutsch Carroll suggère qu'Aristote se concentre sur les idées relatives aux objets plutôt que sur les objets eux-mêmes. Elle utilise les autres peintures de Rembrandt avec les mêmes thèmes de contemplation pour soutenir son propos. Par exemple, son Saint Paul en prison montre saint Paul méditant sur ce qu'il va écrire dans son livre, pas seulement sur le livre lui-même. Le buste représente ici son « attribut d'apprentissage », ou son passé instruit.

### Charles Mee, 1988
Selon Charles Mee, le thème principal des peintures de Rembrandt est l'idée de contemplation. Les figures dans ses peintures regardent comme si elles étaient perdues dans leurs pensées, ce qui en fait son thème le plus couramment utilisé. Pour y parvenir, il a choisi une robe blanche pour rendre Aristote plus digne. De plus, il a peint un tablier noir, car la couleur noire représente la mélancolie. Tous ces éléments contribuent à créer un sentiment de contemplation profonde, ce que les spectateurs pouvaient trouver pertinent. La révolution scientifique est bien engagée dans les années 1650, faisant du thème de la contemplation de Rembrandt un sujet approprié.

### Saskia Beranek, 2016
Saskia Beranek note que la chaîne en or est un gage de grand honneur : recevoir de l'or est une pratique ancienne qui reconnaît une grande réussite. Beranek croyait que l'attrait de la peinture était la façon dont elle engageait les spectateurs. Alors que le public regarde Aristote alors qu'il est plongé dans ses pensées, il peut contempler avec lui.

### Nicolas Suthor, 2018
Les livres empilés en arrière-plan peints de manière réaliste donnent de l'importance à la scène. Selon Suthor, ils représentent le rappel persistant d'un grand poète. La main d'Aristote a une couleur chaude lorsqu'elle touche le buste d'Homère, ce qui suggère le lien spécial qu'Aristote ressent avec Homère. Alors que le buste d'Homère semble plus visible que la chaîne d'Alexandre, Rembrandt donne l'impression que la chaîne dépasse du cadre, lui donnant ainsi autant d'importance qu'au buste.

## Postérité
La peinture constitue le thème central du roman Picture This de Joseph Heller en 1988. Il explore la vision de Rembrandt sur la société alors qu'il considère la valeur de l'argent.